# 師岡正雄 サタデーショウアップスポーツ
『師岡正雄 サタデーショウアップスポーツ』（もろおかまさおサタデーショウアップスポーツ）は、ニッポン放送で2014年10月4日から2015年3月28日まで放送していたスポーツ番組。

## 番組概要
ニッポン放送は前年度の週末のナイターオフ枠としてローカル枠はバラエティ番組である『古坂大魔王 ツギコレ』、ショウアップナイター関連は『片岡篤史 激アツ!プロ野球』を編成して来たが、2014年下半期番組改編にてローカル枠を『ショウアップナイター』関連のスポーツ番組を編成。
この番組では師岡を含めたニッポン放送スポーツ部スタッフが現場取材へ赴き、放送日に催されたスポーツの結果を「華やかな舞台裏での知られざるドラマ」と共に伝える共に、当時：2020年7月に開催予定であった2020年東京オリ・パラから6年前であったが、競技等の「先取り情報」も伝える構成であった。

## 放送時間
- 土曜 17:50 - 19:00 - 2014年10月4日 - 2015年3月28日

## 出演者

### パーソナリティ
- 師岡正雄（当時：ニッポン放送アナウンサー）

## タイムテーブル

### 放送終了時点
| タイムテーブル | タイムテーブル                                                     | タイムテーブル                                                        |
| 時刻           | 内容                                                               | 備考                                                                  |
| -------------- | ------------------------------------------------------------------ | --------------------------------------------------------------------- |
| 17:50.00       | オープニング                                                       | OPトーク並びにリスナーメッセージ呼び込み                              |
| 17:53.00       | スポーツニュースショウアップ                                       |                                                                       |
| 17:58.30       | ニッポン放送交通情報（警視庁）                                     |                                                                       |
| 18:00.00       | 18時台オープニング& Haneda Happy New Days ワールドワイドアスリート | 18時台時報明け挨拶と 様々なスポーツジャンルのゲストとのトークコーナー |
| 18:20.00       | ニッポンチャレンジドアスリート                                     | 内包番組ゾーン その1                                                  |
| 18:30.00       | リスナーメッセージ紹介                                             |                                                                       |
| 18:35.00       | 板東英二 プロ野球バンバン伝説                                      | 内包番組ゾーン その2                                                  |
| 18:50.30       | ニッポン放送天気予報                                               |                                                                       |
| 18:52.00       | ニッポン放送交通情報（警視庁）                                     |                                                                       |
| 18:54.00       | エンディング                                                       | スポンサープレゼント当選者発表とリスナーメッセージの補填枠            |